# Balanophora dioica
Balanophora dioica är en tvåhjärtbladig växtart som beskrevs av Robert Brown och John Forbes Royle. Balanophora dioica ingår i släktet Balanophora och familjen Balanophoraceae. Inga underarter finns listade i Catalogue of Life.